# Norbert Alfons Kumelski
Norbert Alfons Kumelski (ur. 6 czerwca 1802 na Wołyniu , zm. 9 sierpnia 1853 w Warszawie) – polski przyrodnik i geolog.

## Życiorys
Urodził się 6 czerwca 1802 w rodzinie Antoniego i Róży z domu Krajewska. Ukończył szkołę powiatową w Międzyrzeczu Koreckim, a następnie studia w Uniwersytecie Wileńskim na wydziale matematyczno-fizycznym oraz lekarskim.
W 1828 mianowany został pomocnikiem Ludwika Sobolewskiego, który był prefektem biblioteki uniwersyteckiej w Wilnie.
W następnym roku powstał projekt powołania katedry technologii i Kumelski jako kandydat na profesora tego przedmiotu uzyskał stypendium i wyjechał za granicę celem poznania fabryk, zakładów przemysłowych i metod stosowanych w produkcji. Z zachowanych sprawozdań przysyłanych na uczelnię wiadomo, że był na pewno w Niemczech i w Austrii. Po powrocie, w 1833 Uniwersytet Wileński uległ likwidacji. Po paru latach Kumelski przenosi się do Warszawy i pracuje w biurze Komisji Rządowej Sprawiedliwości jako sekretarz-tłumacz oraz jako członek redakcji "Gazety Rządowej Królestwa Polskiego".
Norbert Alfons Kumelski był serdecznym przyjacielem Fryderyka Chopina i w czerwcu 1831 we trójkę z pianistą Leopoldem Czapką zwiedzali podwiedeńskie miejscowości: Leopoldsberg i Kahlenberg. Pierwszy zachowany list Chopina z Paryża pisany w listopadzie 1831 adresowany jest do Kumelskiego.
Z żoną Teklą z domu Januszkiewicz miał jednego syna Maksymiliana. 
Zmarł w Warszawie dnia 9 sierpnia 1853 i pochowany został na cmentarzu Powązkowskim.

## Publikacje
Pierwsze publikacje Kumelskiego pochodzą z 1822 i drukowane były w "Dzienniku Wileńskim". Duża ich część dotyczyła zagadnień związanych z mineralogią i geologią i w większości były to przekłady publikacji z języka niemieckiego, francuskiego i rosyjskiego. 
- Krótki wykład mineralogii podług zasad Wernera, Wilno 1825 — 1826 2 tomy,
- Zasady Geognozyi podług Wernera, Wilno, 1827,
- Rys systematyczny nauki o skamieniałościach, Wilno 1826,
- Sztuka robienia cukru z buraków przez Dubraufant, przekład z franc., Wilno 1829,
- Opisanie korzystnego sposobu pędzenia wódki za pomocą ognia i pary wodnej, Wilno 1828,
- O gonitwach końskich. Wilno 1828,
- Zoologija albo Historyja naturalna zwierząt, Wilno 1836 — 1837, 3 tomy, przy współpracy S.B.Gorskiego,
- Dykcyjonarz trudności języka francuzkiego, Wilno, 1829
- Cukrownictwo europejskie, zupełny wykład robienia cukru z buraków. poprzedzony wiadomością sposobu uprawiania ich ku temu.

W uznaniu dokonań w popularyzacji nauki był przyjęty do Rosyjskiego Towarzystwa Badaczy Przyrody, Cesarskiego Towarzystwa Rolniczego w Moskwie i Ekonomicznego Towarzystwa w Petersburgu oraz był wśród członków Archikonfraternii Literackiej w Warszawie.
W 1826 Uniwersytet Jagielloński przyznał mu tytuł doktora honoris causa.